# Jafar Tuqan
Jafar Tuqan (arabisch جعفر طوقان, DMG Ǧaʿfar Ṭūqān, auch Jafar Tukan; * 1938 in Jerusalem; † 25. November 2014 in Amman) war ein palästinensisch-jordanischer Architekt.
Er ist der Sohn des Schriftstellers Ibrahim Tuqan. Er besuchte das an-Najah College in Nablus. Von 1955 bis 1960 studierte er an der Amerikanischen Universität Beirut. In Beirut arbeitete er als Architekt für Dar al-Handasah Consulting Engineers. Später eröffnete er seine eigene Firma Jafar Tukan & Partners in Amman in Jordanien. Er ist unter anderem für den Bau des Yassir-Arafat-Museums in Ramallah bekannt. Zu seinen weiteren Bauten gehören das Königliche Automobilmuseum Amman, das Jordanische Nationalmuseum und das Mahmud-Darwisch-Museum in Ramallah.
2001 erhielt er mit Jafar Tukan & Partners den Aga Khan Award for Architecture für das SOS-Kinderdorf in Akaba, Jordanien.